# Довреј (Минесота)
Довреј (енгл. Dovray) град је у америчкој савезној држави Минесота.

## Демографија
По попису из 2010. године број становника је 57, што је 10 (-14,9%) становника мање него 2000. године.
| Група             | 2000.      | 2010.      |
| Белци             | 64 (95,5%) | 56 (98,2%) |
| Афроамериканци    | 0 (0,0%)   | 0 (0,0%)   |
| Азијати           | 0 (0,0%)   | 0 (0,0%)   |
| Хиспаноамериканци | 0 (0,0%)   | 1 (1,8%)   |
| Укупно            | 67         | 57         |